# Hans von der Pforte
Hans von der Pforte (vor 1615; † Januar 1651 in Puschwitz bei Torgau) war ein kursächsischer Kriegsobrist und Diplomat.

## Leben
Hans (Johann) von der Pforte (er selbst unterzeichnete 1631, 1633 und 1643 als Hans von der Pfordt; gelegentlich auch von der Pforten oder von der Pfordta) war der Sohn von Hiob von der Pforte und dessen Ehefrau Anna von Fitzner. Außer der protestantischen Erziehung ist über seine Kindheit und Jugend sehr wenig bekannt.
Am 20. August 1615 heiratete von der Pforte die Witwe von Georg von Seydewitz, Catharina Euphemia von Berbisdorf. Als seine Ehefrau Ende 1641 starb, heiratete er nach Ablauf des obligaten Trauerjahres Gertrud von Hanfstengl.
Als kursächsischer Offizier diente von der Pforte 1621 in Schlesien unter Oberst Goldstein. 1631 wurde er zum Obristlieutenant befördert und zum Kommandanten von Leipzig ernannt. Als solcher musste er am 6. September desselben Jahres die Stadt kapitulieren und an Tilly übergeben.
Am 3. Mai 1634 nahm er als Obrist unter von Arnim an der Schlacht von Liegnitz teil.
Von der Pforte nahm am 28. Februar 1635 an einer Gesandtschaft teil, welche einen Waffenstillstand mit Kaiser Ferdinand II. auszuhandeln versuchte. Im selben Jahr noch wurde von der Pforte durch Fürst Ludwig I. von Anhalt-Köthen in die Fruchtbringende Gesellschaft aufgenommen. Der Fürst verlieh ihm den Gesellschaftsnamen der Bemeisternde und das Motto so Gift als Seuchen. Als Emblem wurde ihm die Meisterwurzel (Peucedanum ostruthium (L.) W. D. J. Koch) zugedacht. Im Köthener Gesellschaftsbuch findet sich sein Eintrag unter der Nr. 258. Dort ist auch das Reimgesetz verzeichnet, welches er anlässlich seiner Aufnahme verfasst hatte:
Die Meisterwurtzel heist so, das sie gifft vnd seuchen
Bemeistert vnd auch wehrt dem husten vnd dem Keuchen
So steckt in holer brust. Bemeisternd Jch genandt
Daher bin in der Schaar, Vnd meinem Vatterland
Zu trost bemeistern will die laster die im kriege
Erzeigen heuffig sich, daß man mit Gott obsiege
Vnd bringe eiche frucht Zu nutzen Jederman
Weil tugend vnbelohnt doch nimmer bleiben kan.
Den Höhepunkt seiner Karriere erlebt von der Pforte als Mitunterzeichner des Waffenstillstands von Kötzschenbroda zwischen Sachsen und Schweden 1645.
Er hinterließ den Sohn Hans Siegmundt von der Pforte, der 1651 mit dem Rittergut Puschwitz belehnt wurde.